# Голдерс-Грин (кладбище)
Еврейское кладбище Голдерс-Грин (англ. Golders Green Jewish Cemetery), также известное как еврейское кладбище Хуп-лейн (англ. Hoop Lane Jewish Cemetery) — еврейское кладбище в Голдерс-Грин, Лондон. Оно поддерживается совместным похоронным комитетом, представляющим членов синагоги Западного Лондона и сефардской общины S&P (Конгрегация испанских и португальских евреев).

## Расположение
Кладбище расположено на Хуп-лейн, в Голдерс-Грин в лондонском боро Барнет, через дорогу от крематория Голдерс-Грин. Сразу за воротами находится небольшое здание с двумя залами для отпевания и питьевым фонтанчиком. Северо-Западная реформистская синагога расположена в садах Алит, на границе кладбища.

## История
Кладбище, открытое в 1895 году, разделено на две части. На западной стороне, используемой синагогой Западного Лондона, могилы отмечены вертикальными камнями. Восточная сторона (Ист-Сайд), используемая Конгрегацией испанских и португальских евреев, организована в виде традиционного сефардского кладбища (одно из немногих, оставшихся в Лондоне); надгробия уложены горизонтально, так как традиционно место захоронения было слишком неустойчивым для вертикального камня.

## Известные захоронения

### East Side
- Хахам Мозес Гастер (1856–1939) — румынский, позже британский, учёный, хахам испанской и португальской еврейской общины в Лондоне, специалист по ивриту и румынскому языку
- Филип Гедалла[англ.] (1889–1944) — английский адвокат, историк, писатель-путешественник и биограф[3]
- Натан Саатчи[англ.] (1907–2000) — британский бизнесмен иракского происхождения, торговец текстилем, переехавший из Багдада в Лондон[4]

### West Side

#### Музыканты
- Жаклин дю Пре (1945–1987) — всемирно известная виолончелистка, принявшая иудаизм в 1967 году и умершая от рассеянного склероза в возрасте всего 42 лет[5].
- Морис Джейкобсон[англ.] (1896–1976) — пианист, композитор и музыкальный издатель
- Пол Коссофф (1950–1976) — рок-гитарист, известен как участник группы Free

#### Филантропы
- Сэр Бэзил Энрикес[англ.] (1890–1961) — филантроп, создатель реформ еврейских религиозных церемоний и клуба мальчиков для обездоленных еврейских детей[6][7]
- Сэр Зигмунд Стернберг[англ.] (1921–2016), филантроп, участник межконфессионального диалога, бизнесмен и спонсор Лейбористской партии

#### Политики
- Лесли Хор-Белиша[англ.] (1893–1957) — британский либеральный политик[7][8]
- Джеральд Айзекс, 2-й маркиз Рединг (1889–1960) — британский консервативный политик и адвокат[7]
- Руфус Айзекс, 1-й маркиз Рединг (1860–1935) — британский либеральный политик и адвокат, похоронен на этом кладбище после кремации[9]
- Сэр Филип Магнус[англ.] (1842–1933) — реформатор образования и депутат-либерал-юнионист[7]
- Сэр Гарри Самуэль[англ.] (1853–1934) — консервативный член парламента, выступавший против свободной торговли[7]
- Сэр Джон Саймон[англ.] (1873–1854) — британский либеральный политик и адвокат[7]

#### Раввины и учителя
- Рабби доктор Лео Бек (1873–1956) — раввин, учёный и теолог, возглавлявший движение реформистского иудаизма в Германии и, поселившись в Лондоне, возглавил Всемирный союз прогрессивного иудаизма[10]
- Рабби Чарльз Берг[англ.] (1911–1979) — первый неортодоксальный раввин, посвящённый в Англии[11]
- Рабби Кертис Касселл[англ.] (1912–1998) — раввин в Германии, Великобритании и Родезии (ныне Зимбабве)[11]
- Рабби Альберт Фридландер[англ.] (1927–2004) — раввин немецкого происхождения в США и Великобритании, который также преподавал в колледже Лео Бека[англ.] в Лондоне и стал вице-президентом Всемирного союза прогрессивного иудаизма[12]
- Рабби Хьюго Грин[англ.] (1930–1996) — раввин, телеведущий, переживший Освенцим[13]
- Профессор Ганс Либешуец[англ.] (1893–1978) — историк средневековья, наиболее известный своим исследованием Иоанна Солсберийского[7]
- Рабби доктор Артур Лёвенштамм[англ.] (1882–1965) — богослов, писатель и раввин в Берлине и Лондоне[14]
- Рабби Игнац Майбаум[англ.] (1897–1976) — раввин и богослов[14]
- Рабби доктор Гарольд Рейнхарт[англ.] (1891–1969) — раввин американского происхождения, который был старшим служителем синагоги в Западном Лондоне и раввином-основателем Вестминстерской синагоги[англ.][15]
- Профессор Иуда Сегал[англ.] (1912–2003) — профессор семитских языков Школы востоковедения и африканистики Лондонского университета[16]
- Рабби доктор Вернер ван дер Зил[англ.] (1902–1984) — раввин в Берлине и Лондоне[17] Ван дер Зил был основателем и президентом колледжа Лео Бека в Лондоне, а также президентом реформистских синагог Великобритании (теперь известных как Движение за реформистский иудаизм); он также был пожизненным вице-президентом Всемирного союза прогрессивного иудаизма.

#### Писатели
- Шолом Аш (1880–1957) — польско-еврейский писатель, драматург и эссеист на языке идиш[18][19].
- Марджори Прупс (1911–1996) — вела колонку Dear Marje для газеты Daily Mirror[5]
- Джек Розенталь[англ.] (1931–2004) — драматург, написавший ранние эпизоды сериала ITV Coronation Street и более 150 сценариев, включая оригинальные телеспектакли, художественные фильмы и адаптации[5].

#### Другие
- Эмануэль Рафаэль Белилиос (1837–1905) — видный британский предприниматель, разбогатевший на торговле опиумом в Британском Гонконге[20]
- Джулия Гудман[англ.] (урожд. Саламан; 1812–1906), художница-портретист[21]
- Стирлинг Генри Нахум[англ.] (1906–1956) — известен под псевдонимом Барон, общественный и придворный фотограф[7]
- Сэр Фредерик Стерн[англ.] (1884–1967) — ботаник и садовод, известный тем, что построил сады Хайдаун[англ.] недалеко от Уэртинга, Западный Суссекс[7]
- Доктор Фридрих Велемински[англ.] (1868–1945) — врач, учёный и приват-доцент по гигиене (теперь называемой микробиологией) Немецкого университета в Праге, создавший средство от туберкулёза[22]

## Галерея

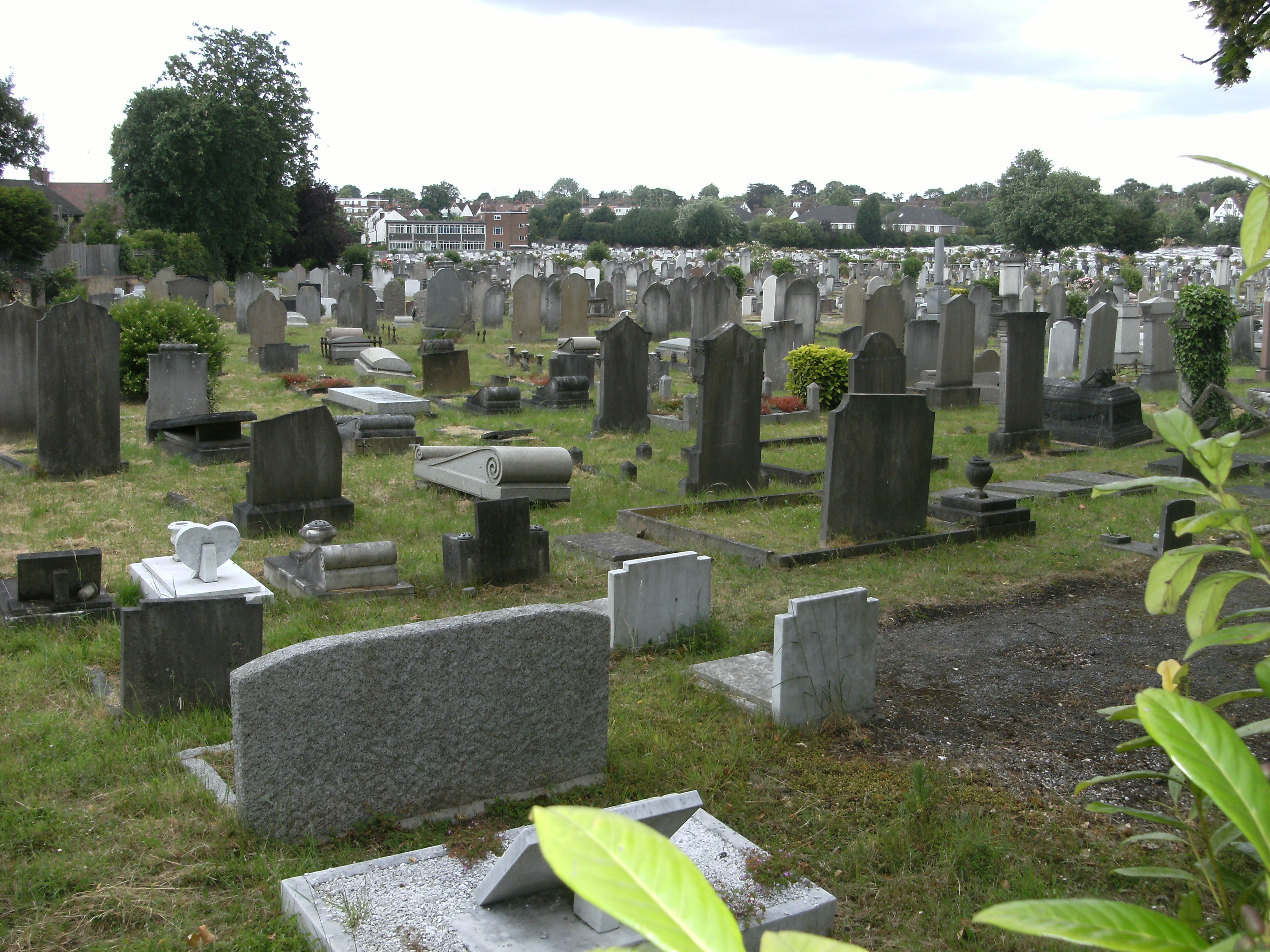
Кладбище, вид со стороны Хуп-лейн
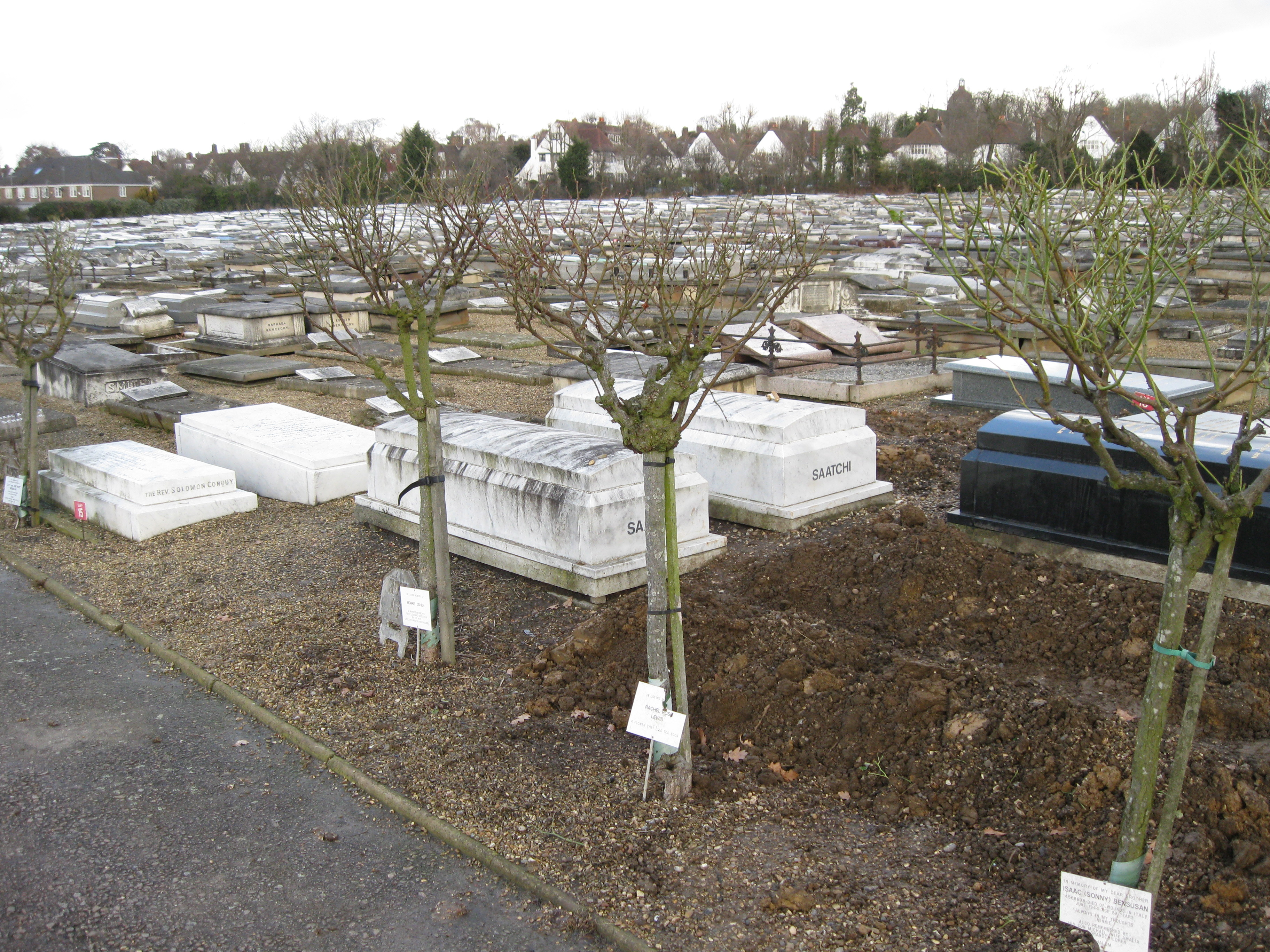
Вид из Ист-Сайд
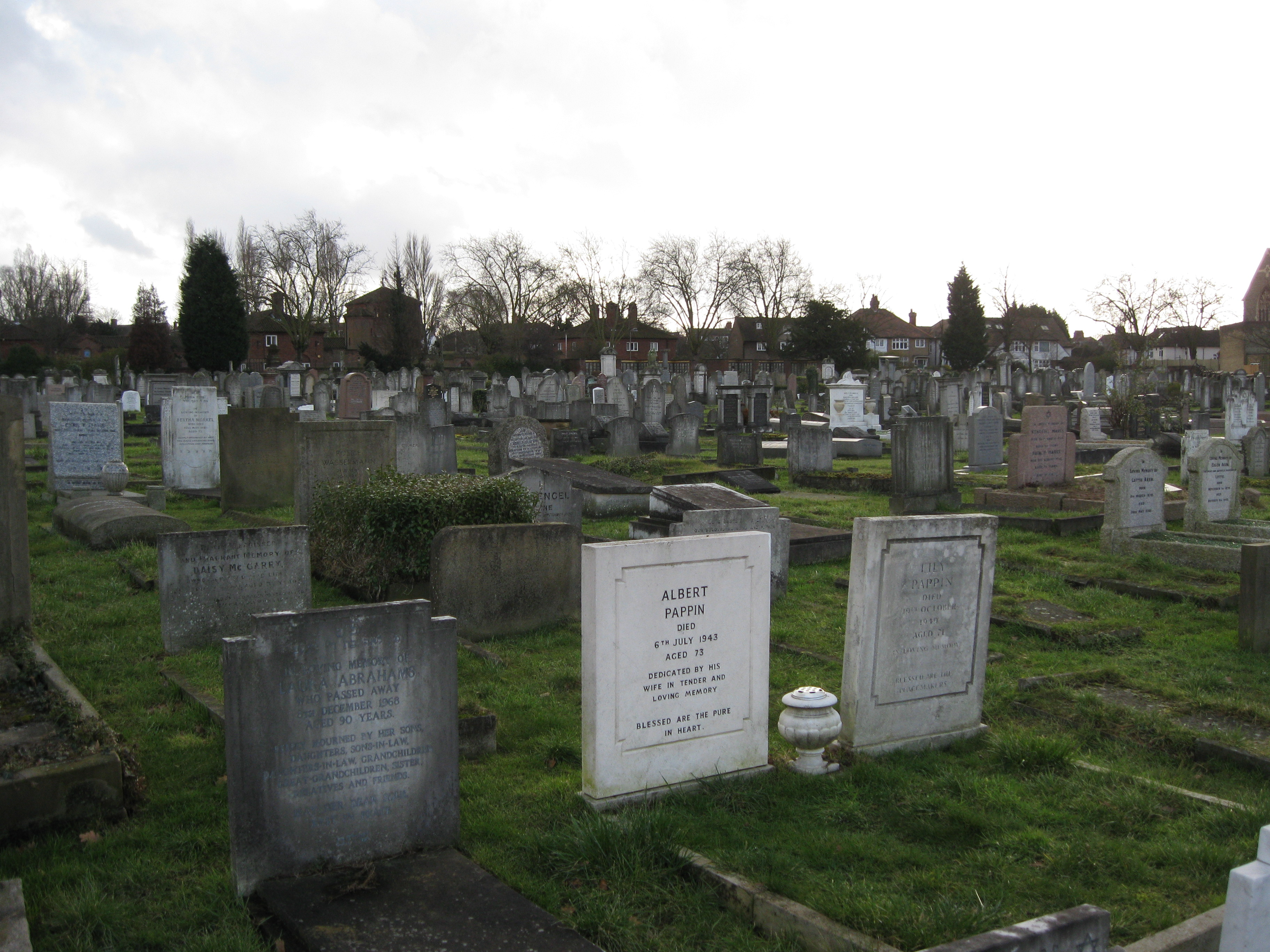
Вид из Вест-Сайд
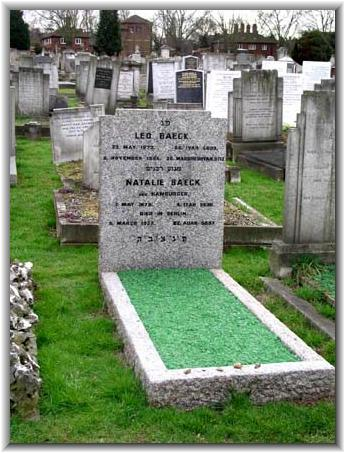
Могила Лео Бека и его жены Натали
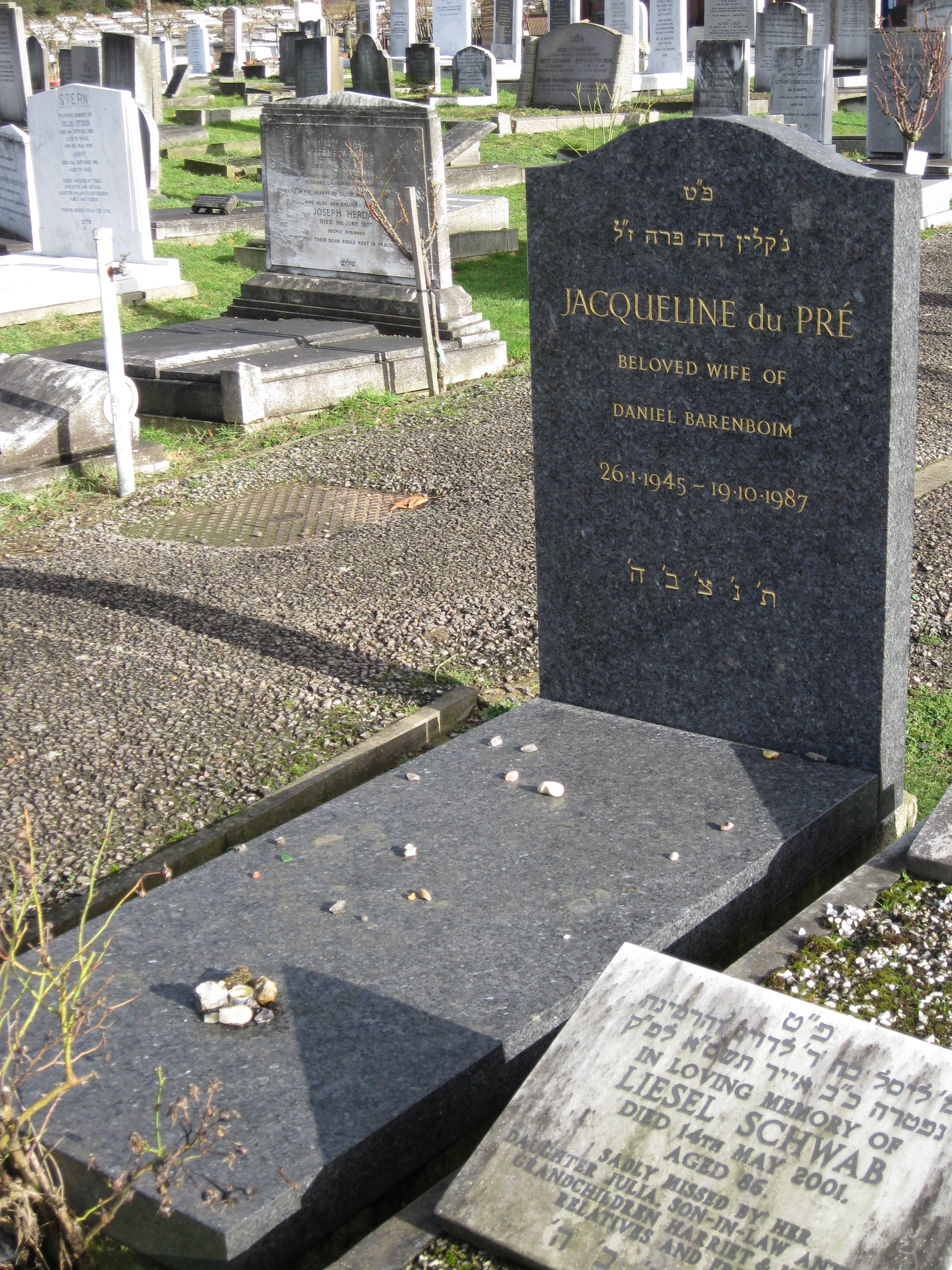
Могила Жаклин дю Пре
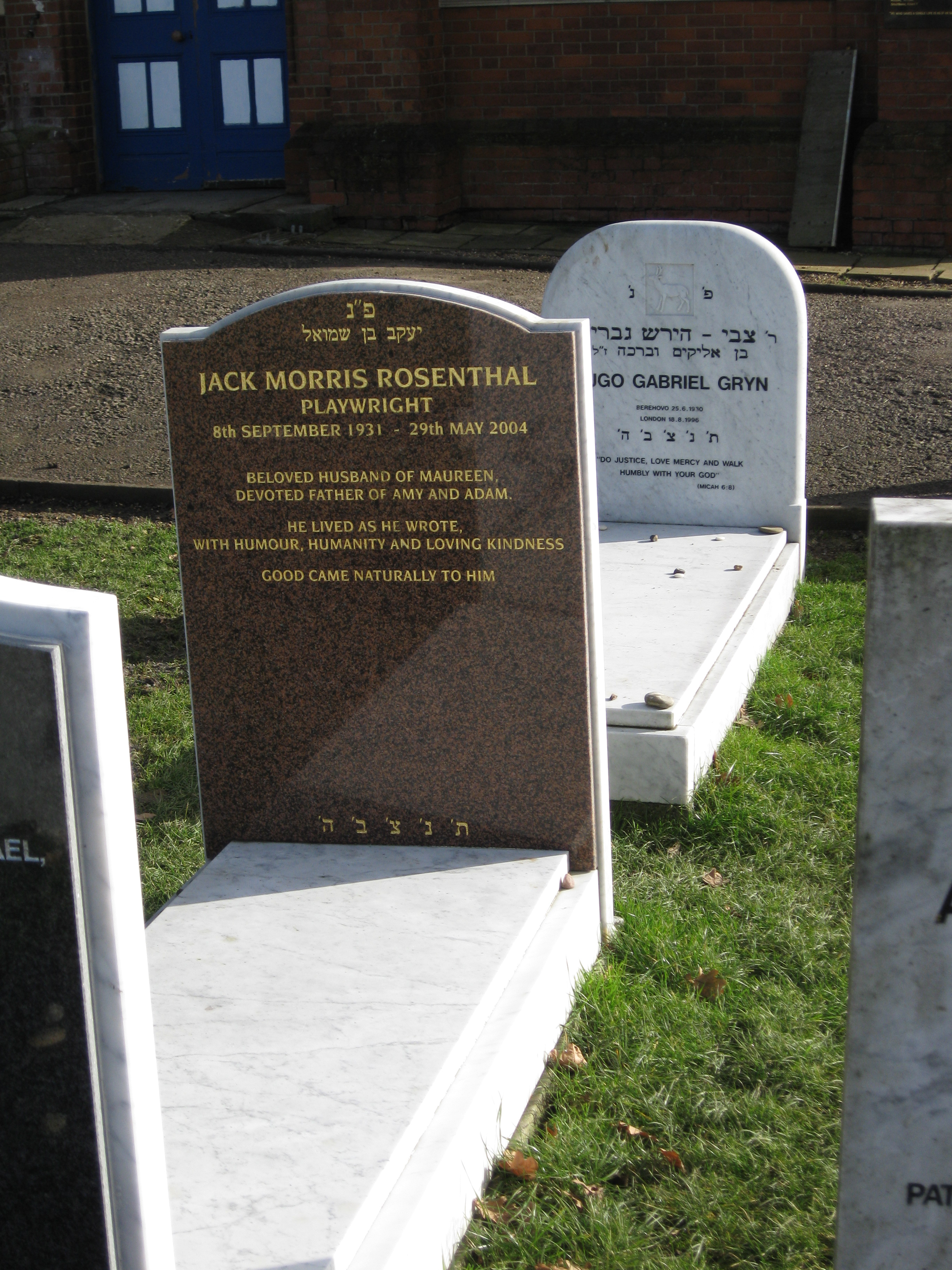
Могила раввина Хьюго Грина[англ.] и драматурга Джека Розенталя[англ.]
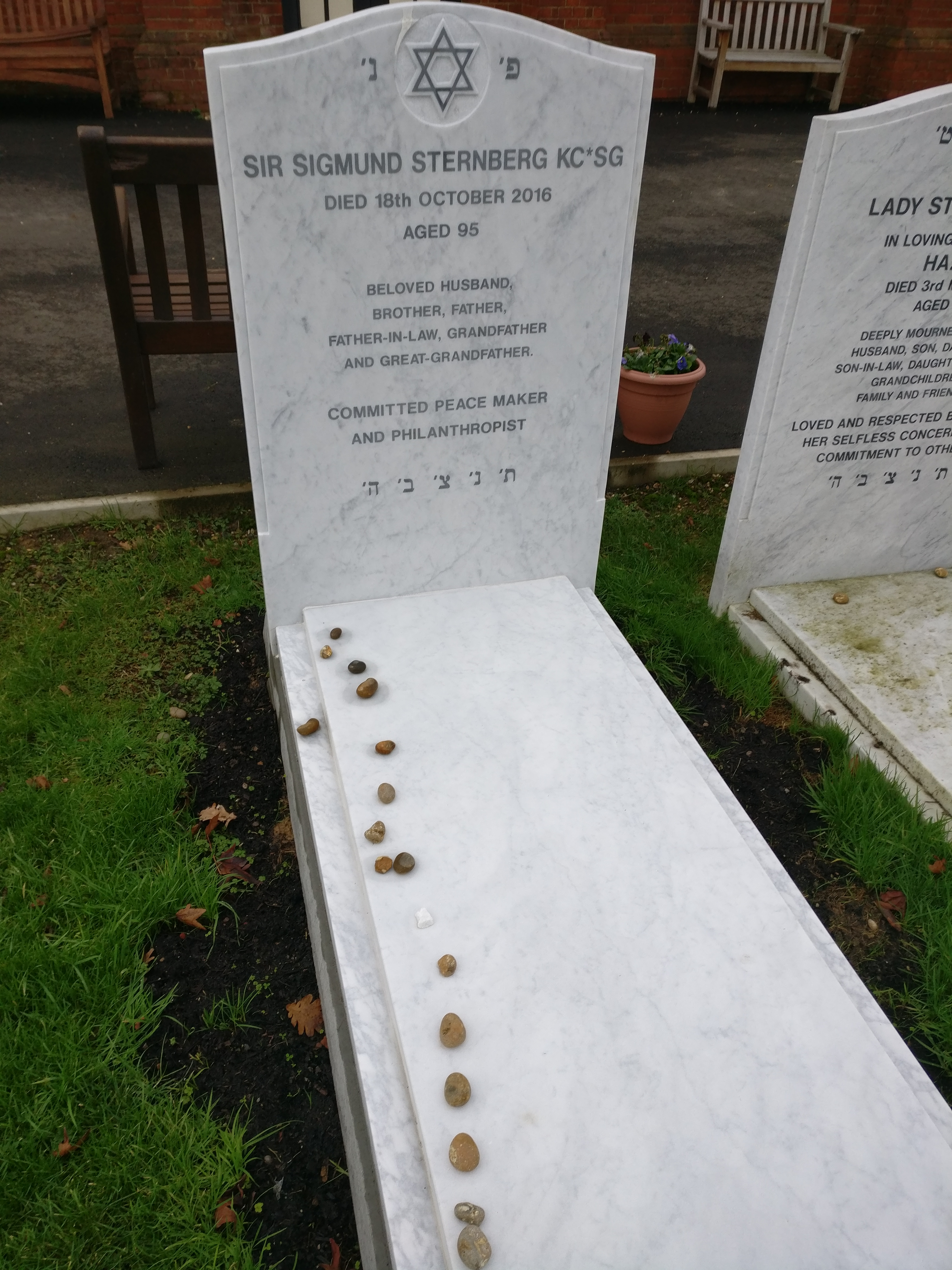
Могила сэра Зигмунда Стернберга[англ.]
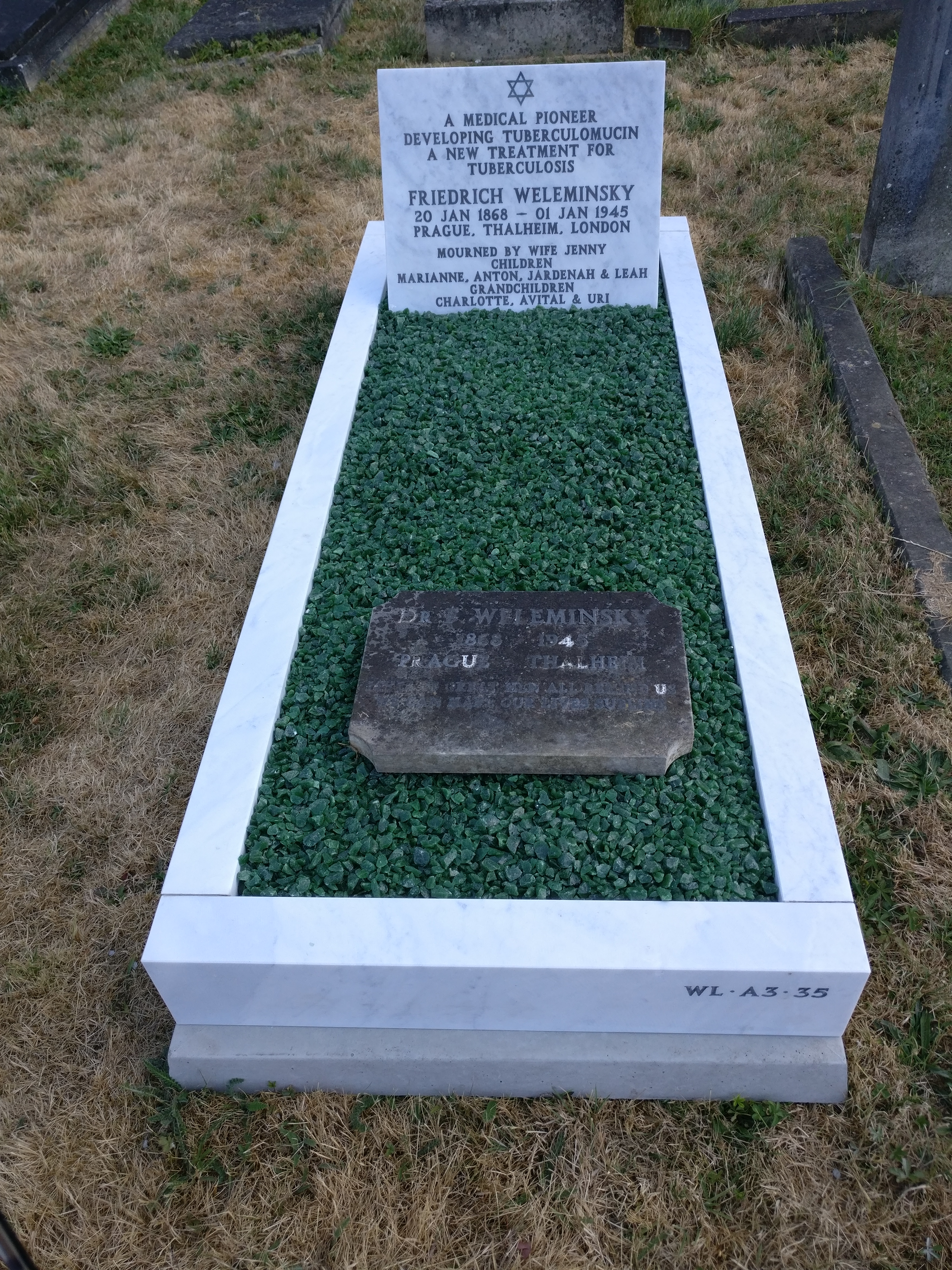
Могила доктора Фридриха Велемински[англ.]

## Военные погребения
На кладбище также есть могилы 24 военнослужащих Содружества, которые зарегистрированы и содержатся Комиссией Содружества по военным захоронениям, 10 времён Первой мировой войны и 14 времён Второй мировой войны.